# Collina Torinese (vino)
Collina Torinese è un vino DOC, la cui produzione è consentita in 28 comuni della città metropolitana di Torino appartenenti all'omonima zona geografica.

## Zona di produzione
La zona di produzione dei vini "Collina Torinese" nelle tipologie Rosso, Barbera, Bonarda e Malvasia comprende l’intero territorio dei comuni di: Andezeno, Arignano, Baldissero Torinese, Brozolo, Brusasco, Casalborgone, Castagneto Po, Castiglione Torinese, Cavagnolo, Chieri, Cinzano, Gassino Torinese, Lauriano, Marentino, Mombello di Torino, Moncalieri, Montaldo Torinese, Monteu da Po, Moriondo Torinese, Pavarolo, Pecetto Torinese, Pino Torinese, Riva presso Chieri, Rivalba, San Raffaele Cimena, San Sebastiano da Po, Sciolze e Verrua Savoia.
La zona di produzione del vino "Collina Torinese" nella tipologia "Pelaverga" o "Cari" comprende l’intero territorio dei comuni di Baldissero Torinese, Montaldo Torinese, Pavarolo e parti del territorio dei comuni di Andezeno, Arignano, Castiglione Torinese, Chieri, Marentino e Pino Torinese.

## Storia

### Il Cari
Il Cari è citato per la prima volta nel manuale di viticoltura di Giovanni Battista Croce del 1606. Il Croce chiama questo vino "Cario" e lo elogia quale vino delicato, dolce, buono, «…che meglio dir si potria caro per la bontà sua, è uva grande: ha grani grossi ben coloriti, la scorza dura, la rappa rossa, è dolce da mangiare: e fa buoni vini, e delicati»". Gli venivano attribuite proprietà afrodisiache.
Un tempo molto diffuso in Piemonte, oggi il Cari è coltivato quasi esclusivamente nel Saluzzese e nel Chierese, dove ha la sua zona d'elezione nel territorio comunale di Baldissero Torinese. Qui è protagonista della Sagra dell'uva e del vino Cari, che si svolge la prima domenica d'ottobre. Tuttavia la superficie vitata è di pochi ettari, per una produzione complessiva di 7 000 bottiglie.
Si utilizzava nella vinificazione per aiutare la fermentazione spontanea della Freisa. Il vantaggio era che non interferiva con la nota aromatica, in quanto il Cari, rispetto a Brachetto, Malvasia o Moscato, non è un vitigno aromatico. La coltivazione di questa varietà richiedeva accortezze e cure particolari, tanto che nessuno ne avrebbe mai piantato un vigneto intero.

## Disciplinare
- Approvato con DM 14.10.1999 G.U. 248 - 21.10.1999
- Modificato con DM 22.04.2009 G.U. 110 - 14.05.2009
- Modificato con DM 30.11.2011 G.U. 295 – 20.12.2011 Pubblicato sul sito ufficiale del Mipaaf
- Modificato con D.M. 12.07.2013 Pubblicato sul sito ufficiale del Mipaaf
- Modificato con D.M. 07.03.2014 Pubblicato sul sito ufficiale del Mipaaf

## Tipologie

### Rosso
Prevista anche la versione "Novello", con titolo alcolometrico minimo 11,00 vol.
| uvaggio                        | Barbera minimo 60%, Freisa minimo 25% |
| titolo alcolometrico minimo    | 10,50% vol.                           |
| acidità totale minima          | 4,50 g/l.                             |
| estratto secco minimo          | 18,00 g/l.                            |
| resa massima di uva per ettaro | 100 q.                                |
| resa massima di uva in vino    | 70%                                   |

### Barbera
| uvaggio                        | Barbera minimo 85% |
| titolo alcolometrico minimo    | 10,50% vol.        |
| acidità totale minima          | 4,50 g/l.          |
| estratto secco minimo          | 19,00 g/l.         |
| resa massima di uva per ettaro | 90 q.              |
| resa massima di uva in vino    | 70%                |

### Bonarda
| uvaggio                        | Bonarda minimo 85% |
| titolo alcolometrico minimo    | 10,50% vol.        |
| acidità totale minima          | 4,50 g/l.          |
| estratto secco minimo          | 19,00 g/l.         |
| resa massima di uva per ettaro | 90 q.              |
| resa massima di uva in vino    | 70%                |

### Malvasia
| uvaggio                        | Malvasia di Schierano, Malvasia nera lunga, anche congiuntamente, minimo 85% |
| titolo alcolometrico minimo    | 10,00% vol. di cui svolto almeno 5,50% vol.                                  |
| acidità totale minima          | 5,00 g/l.                                                                    |
| estratto secco minimo          | ,00 g/l.                                                                     |
| resa massima di uva per ettaro | 110 q.                                                                       |
| resa massima di uva in vino    | 70%                                                                          |

### Pelaverga o Cari
| uvaggio                        | Pelaverga minimo 85%                        |
| titolo alcolometrico minimo    | 10,00% vol. di cui svolto almeno 5,00% vol. |
| acidità totale minima          | 4,50 g/l.                                   |
| estratto secco minimo          | 15,00 g/l.                                  |
| resa massima di uva per ettaro | 80 q.                                       |
| resa massima di uva in vino    | 70%                                         |